# کرم پایه

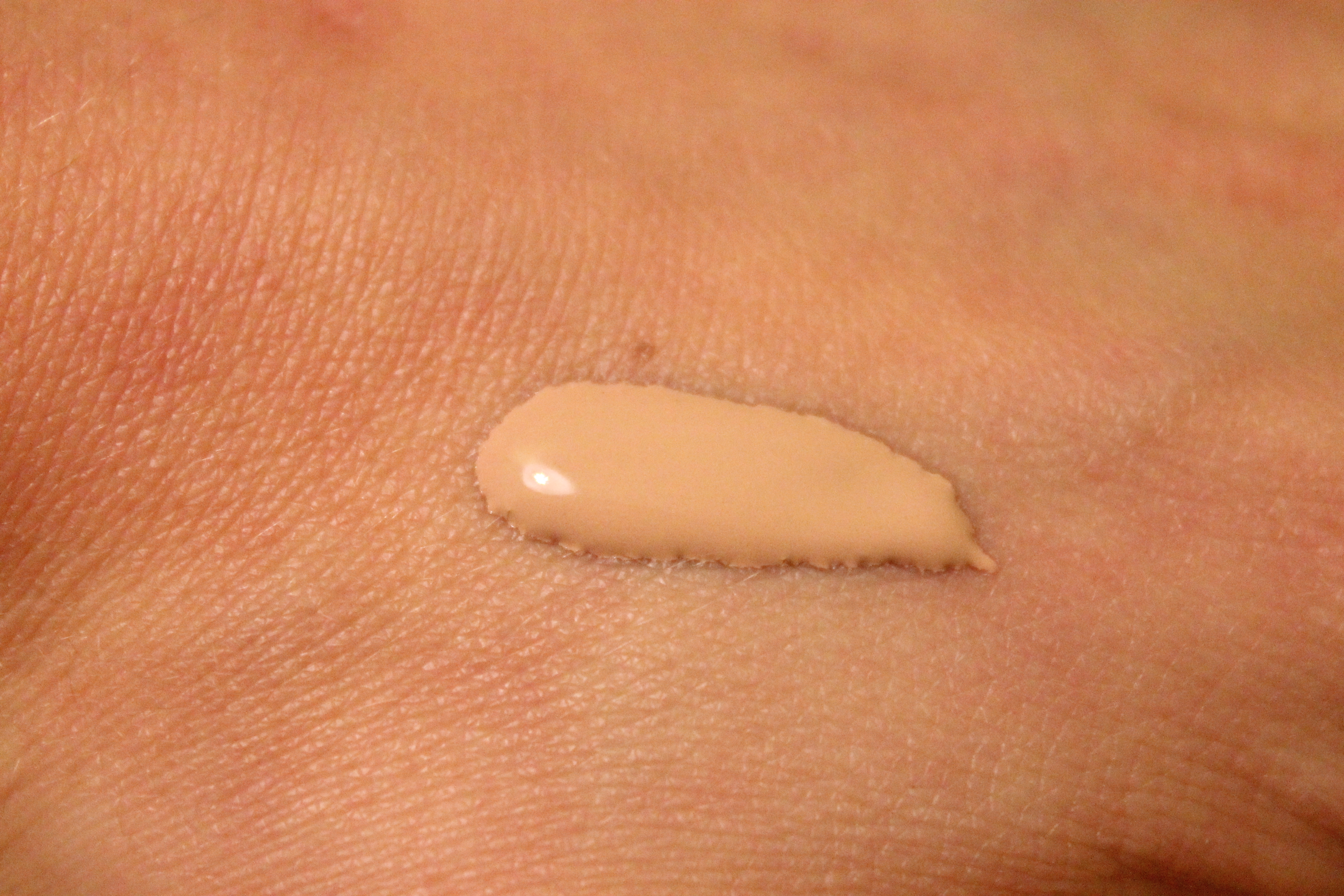

کرم پایه یا کرم پودر (انگلیسی: Foundation) کرمی آرایشی در رنگ های گوناگون است که روی صورت بکار گرفته شده برای ایجاد رنگی یکنواخت و پوشش‌دهندگی نقایص چهره.